# 聯英社
聯英社，別稱「老聯」。香港三合會組織。1910年代創立於油麻地，「四大公司」黑幫聯盟成員。2009年後，仍活躍於筲箕灣、北角、尖沙嘴、九龍城、紅磡及西貢。涉足毒品販賣、放高利貸及殯儀業。被視為2010年代香港第六大黑幫。

## 歷史
母會原名「聯安」，是早於1910年代在九龍油麻地創立的工人互助幫會，後來開出分支「聯鴻平」，又名「聯平國術社」。根據1941年港英警方的報告，「聯鴻平」當時控制了油麻地上海街以東的所有五金工人、扎鐵工人、代工廠工人、碼頭工人組織，曾經有十多個分支。約在1946年後，由潘林（綽號「鬼腳潘」）統合「聯鴻平」各分支，並改稱幫會為「聯英社」。 
「聯英社」的全盛時期為1950-1970年代，會員人數以萬計。初期會員駐紮在佐敦官涌街市，西貢，筲箕灣，灣仔，秀茂坪及紅磡碼頭一帶，其時會員人數達四萬五千人（據香港警方估計）。分支遍佈港九：尖沙咀分支「聯鴻英」；九龍塘及深水埗分支「聯群英」；紅磡及何文田分支「聯勝義」；筲箕灣分支「聯桃英」；港島東區分支「聯勝英」、「聯飛英」。
由1950年代起，「聯英社」跟三個香港幫派結盟，包括：「聯公樂（單耳）」、「同字頭」、「全字頭」，稱為「四大公司派系」。以抗衡香港三大派系「14K」「和字頭派系」及「潮洲幫派系」的勢力。
1980年代，「聯英社」紅棍黃照坤與幫中話事人口角，另立聯英社分支，名為「聯順堂」。
1990年代後，部份會員轉移到紅磡殯儀業及花檔，又在將軍澳坑口及西貢一帶發展大型屋苑之裝修工程、毒品、放高利貸為該社團主要收入來源。
2002年，隨著香港其他三合會式微，本來勢力較小的「聯英社」已跟「14K」、「新義安」、「和勝和」、「和安樂」及「和合圖」規模相差不太遠，被稱為第六大香港幫會。2012年時任坐館為依靠賭業，放高利貸出身的「Ronald」，時任揸數(財務）為佳仔。

## 近代新聞事件

### 「聯英社」與「新義安」仇殺案
1990年11月5日，香港發生一宗涉及「聯英社」與「新義安」的黑幫仇殺事件。當日，9名「聯英社」成員在何文田常盛街襲擊並殺害一名「新義安」成員。事件中，4名「聯英社」成員被定罪，其中包括當時分別為17歲的王達恩及16歲的陳寶強。1992年，陪審團裁定兩人謀殺罪成，判處終身監禁。由於兩人未成年，法院判處「等候英女皇發落」，回歸後改為「等候特首發落」。2005年1月11日，法官彭鍵基考慮兩人在獄中表現良好，將刑期確定為29年。兩人後來因表現良好獲釋，其中王達恩更改名，並於2011年代表協助少年犯的組織參選元朗區議會選舉。

### 慈雲山「老江湖」販毒案
2017年10月24日早上，東九龍反黑組突擊搜查慈雲山慈安邨安欣閣一單位，檢獲約30克懷疑冰毒（值約12,000元）、電子磅、包裝膠袋及4,000元現金。警方拘捕三人，包括62歲巴基斯坦籍男子、58歲女子及70歲男子，三人合共年齡190歲。消息指，兩名男子為本地黑幫「聯英社」成員，涉利用單位作毒品銷售中心。

### 代客泊船業務衝突
2018年，據蘋果日報報道，因愉景灣遊艇會驅逐逾200艘遊艇後，香港遊艇泊位短缺問題嚴重，引發黑幫爭奪避風塘控制權。聯英社與14K聯手進駐觀塘避風塘，擺放浮躉招攬遊艇，挑戰原本由新義安主導的勢力，引爆衝突。新義安2018年10月為捍衛地盤，高調曬馬、巡邏並向遊艇潑紅油恐嚇艇主。據報，黑幫向約4000艘遊艇收取月租及服務費，涉款逾億元。警方已加強監控，防止事態升級。聯英社雖然行動較低調，但其擴張意圖明顯，局勢緊張。

### 筲箕灣斬傷人案
2025年1月17日，筲箕灣發生一起引人注目的街頭當街斬傷人案。據報導，這起事件源於新義安與聯英社之間在「十三張」賭檔分賬上的爭議，導致雙方關係破裂，最終在街頭爆發衝突。

## 元老
- 「肥波」：姓吳，位職前坐館。80年代起為坐館，2000年復任至2016年換界[5]。以銷售毒品圖利，好賭成性，長期為警方之毒品調查科的主力監視對象。曾於1987年錦鏽花園毒品工場案件中被捕[13]。
- 張仁勇「鬍鬚勇」：前坐館，「肥波」之左右手[5]，活躍於佐敦[13]。本為上海人，女兒為香港著名藝人張栢芝[13]，太太則為Davies Shally[14]。1999年，張栢芝剛剛出道，傳聞指當時張仁勇涉及欠債紛爭，報復者向其女兒發出「江湖姦殺令」，張仁勇一度避走馬來西亞經商，哄動一時。2012年8月，張仁勇在油麻地「八文樓」其中一棟大廈之維修工程因刑事恐嚇涉案被捕[15]。另一名綽號「鬍鬚勇」的14K頭目潘志勇曾高調接受《南方人物周刊》專訪，提及香港有3個同叫「鬍鬚勇」的黑社會人物（有時於其綽號前冠以所屬幫派名稱之示識別），並指出張仁勇曾欠下大量賭債，部份被誤算到潘志勇帳上。潘志勇手下曾逼迫張仁勇改名，更強行把其鬍鬚剃去[14]。
- 唐高幹「高飛」：前坐館，元老「肥波」之左右手，曾涉毒品案在澳洲被監禁[13][5]
- 黃照坤「囝囝」：已故。超級大佬二路元帥「𡃁喚」門生，金牌打手，習蔡李佛，作風強硬，其門下有十多名門生因其做事不留後患而背負謀殺等罪名而入獄十多年。早年從事賭檔及炒黃牛票等不法活動，1960年代曾與幫會敬義爭奪尖沙嘴樂宮戲院之黃牛票生意而親領人馬大勝而回，名振一時。1980年代，與幫中話事人口角，另立聯英社分支，名為「聯順堂」。2012年因爆血管在深圳病逝，享年66歲[8]